# Giorgio Bocchino
Giorgio Bocchino (ur. 14 lipca 1913 we Florencji, zm. 4 grudnia 1995 tamże) – włoski florecista, dwukrotny medalista olimpijski i wielokrotny medalista mistrzostw świata.
Na igrzyskach olimpijskich w Berlinie w 1936 roku razem z Manlio Di Rosą, Gioacchino Guaragną, Gustavo Marzim, Giulio Gaudinim i Ciro Verrattim zdobył złoty medal we florecie drużynowym. Parę dni później wywalczył brązowy medal w turnieju indywidualnym. W rundzie finałowej wygrał cztery z siedmiu pojedynków i uplasował się za Giulio Gaudinim i Francuzem Edwardem Gardère. Były to jego jedyne starty olimpijskie.
Podczas mistrzostw świata w Budapeszcie w 1933 roku wspólnie z Manlio Di Rosą, Gioacchino Guaragną, Giorgio Maceratą, Giuliano Nostinim i Saverio Ragno wywalczył złoty medal w zawodach drużynowych. W konkurencji tej zdobywał następnie złote medale na mistrzostwach świata w Warszawie (1934), mistrzostwach świata w Lozannie (1935), mistrzostwach świata w Paryżu (1937) i mistrzostwach świata w Pieszczanach (1938). Ponadto trzykrotnie zdobywał medale indywidualnie: srebrne na MŚ 1935 (za Edwardem Gardére) i MŚ 1938 (za Gioacchino Guaragną) oraz brązowy na MŚ 1934 (za Gaudinim i Marzim).